# Isabelle Dinoire
Isabelle Dinoire, född 1967 död 22 april 2016 , var den första personen att få en ansiktstransplantation. Hon blev biten i ansiktet av sin egen labrador och hela hennes ansikte sargades. Donatorn var en anonym hjärndöd kvinna.